# Regionalpark Biržai

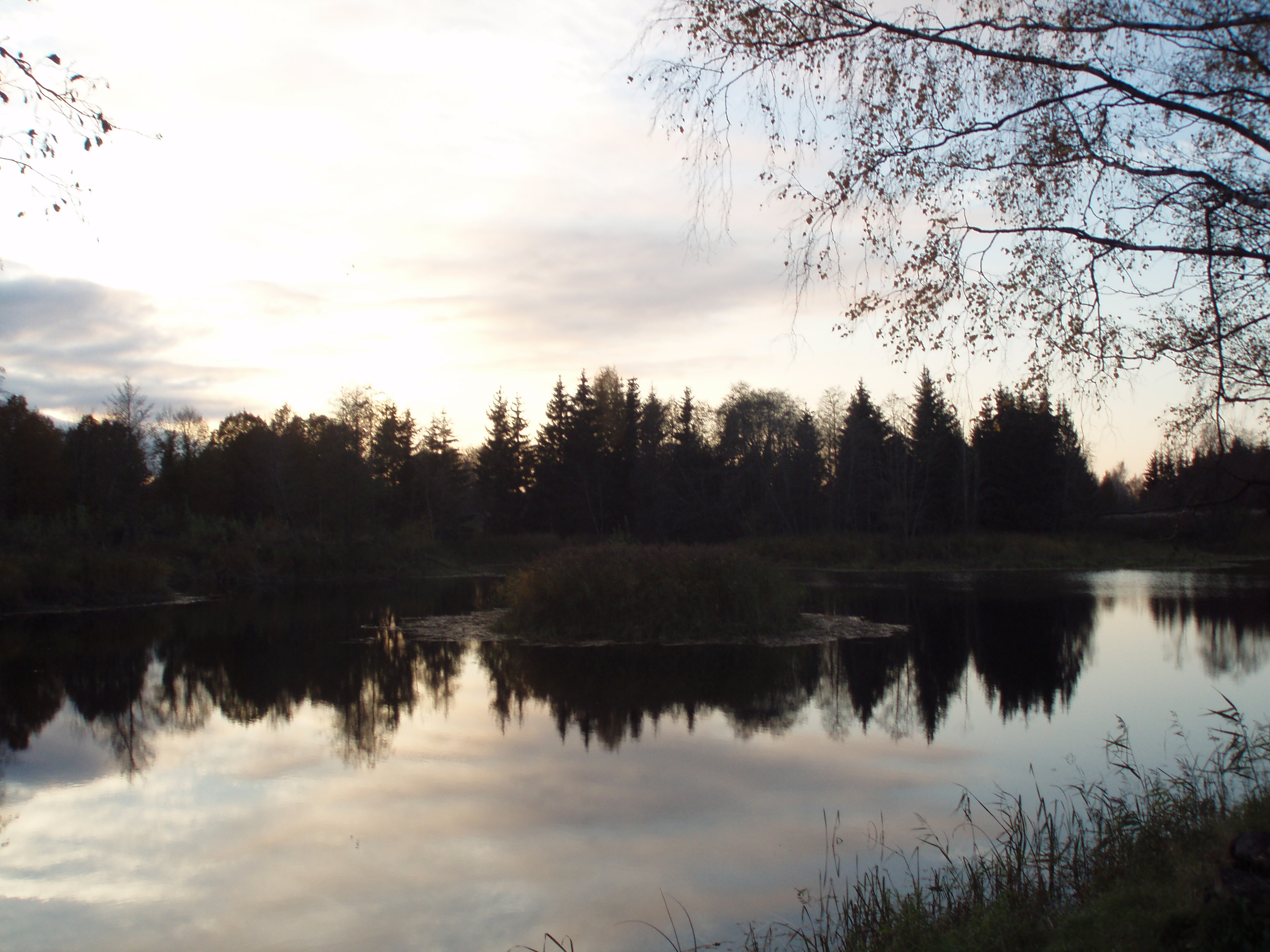
See Kirkilai

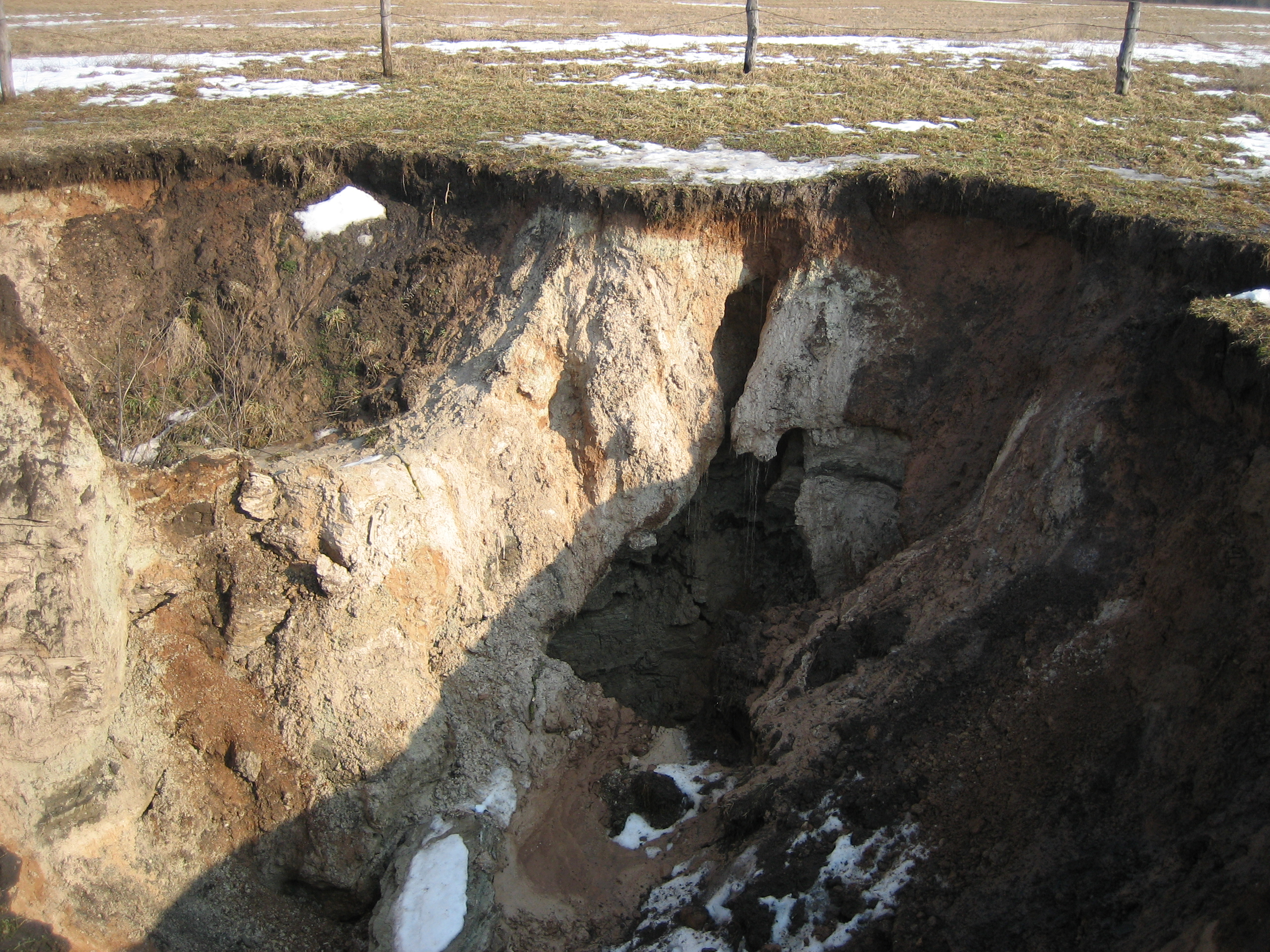

Der Regionalpark Biržai ist ein Regionalpark in den Rajongemeinden Biržai und Pasvalys, Litauen. Er wurde durch den Beschluss des Seimas vom 24. September 1992 gegründet. Geschützt werden die Landschaft, die Natur und die Kulturgüter. Der Park liegt im Norden Litauens. Die Verwaltung befindet sich in Biržai. Das Territorium beträgt 14.406 ha.